# 格雷鎮區 (明尼蘇達州派普斯通縣)
格雷鎮區（英語：Gray Township）是位於美國明尼蘇達州派普斯通縣的一個行政鎮區。

## 歷史
格雷鎮區於1879年設立，得名自早期定居者安德魯·O·格雷（Andrew O. Gray）。

## 地方資料
格雷鎮區的面積為86.51平方千米，當中陸地面積為86.44平方千米，而水域面積為0.07平方千米。根據2020年美國人口普查的數據，當地共有人口215人，而人口密度為每平方千米2.49人。